# Max Jaffé
Max Emanuel Jaffé fue un distinguido bioquímico, patólogo, farmacólogo y profesor alemán del siglo 19. Nació el 25 de julio de 1841 en lo que posteriormente sería Grünberg, Silesia y que actualmente corresponde a Zielona Góra, en Polonia. Mientras atendía a la escuela médica en la Universidad de Berlín, estudió bajo la supervisión de Ludwig Traube y Wilhelm Kühne. Trabajó desde 1873 hasta su muerte como el primer profesor titular de farmacología en la Universidad Albertus de Königsberg . Una reacción analítica para la detección cuantitativa de creatinina lleva su nombre. Max Jaffé murió en Berlín en 1911. Su tumba se encuentra en el Cementerio Judío de Berlín-Weißensee.

## Vida
Max Jaffé nació en Grünberg en Silesia en 1841 y completó la escuela secundaria en Breslau. A partir de 1858 estudió medicina en la Universidad de Berlín, donde tuvo como profesores académicos a Ludwig Traube y Wilhelm Kühne, de quienes recibió su doctorado en 1862 con una tesis sobre la identidad de la hematoidina y la bilifulvina. Después de un viaje de estudios que lo llevó a Praga, Viena y París, ingresó a la Universidad de Königsberg en 1865 como asistente de Ernst von Leyden, donde dirigía el laboratorio clínico de clínica médica en Königsberg. Allí, coescribió un trabajo sobre esputo pútrido con Ernst Viktor von Leyden, este trabajo condujo al descubrimiento de ciertas características de los procesos sépticos en los pulmones. Luego de obtener su grado en medicina interna en 1867, sirvió en la guerra Franco-Prusiana en los años 1870/1871 y fue condecorado con la Cruz de Hierro de segunda clase. Fue reconocido con el título de Extraordinario Profesor de Química Medicinal en 1872 y al año siguiente se convirtió en el primer Profesor Ordinario de Farmacología en la Universidad de Königsberg. En 1878 fue promovido a director del Laboratorio de Química Médica y Farmacología Experimental y se convirtió en miembro de la Deutsche Akademie der Naturforscher Leopoldina (Academia Alemana de las Ciencias Naturales Leopoldina) en 1882. Además de por haber estudiado a la creatinina, es también conocido por haber descubierto a la urobilina y al urobilinógeno en orina y por haber encontrado que estos compuestos se originan a partir de la bilis, con Ernst Neumann , el director del Instituto Patológico, y Ernst Leopold Salkowski , un empleado del instituto, Jaffé tuvo una fructífera colaboración en el campo de la investigación de la sangre , en particular para la detección de la leucemia "mielógena" relacionada con la médula ósea . Murió el 26 de octubre de 1911, en Berlín y se encuentra sepultado en el Cementerio judío de Weißensee.

## Investigación
El foco de la investigación de Max Jaffé fue, entre otras cosas, sobre la importancia y el metabolismo de ciertos compuestos químicos como la urobilina, el ácido urocánico, el indicán y la creatinina en el organismo animal y humano, así como la biotransformación de sustancias exógenas y el análisis químico, en particular. para la detección y aislamiento de componentes de la orina. Una reacción de detección cuantitativa conocida como prueba de creatinina de Jaffé lleva su nombre.